# プロハンター
『プロハンター』は、日本テレビ系列にて1981年4月7日から9月22日にかけて毎週火曜日21時 - 21時54分に全25話が放送された、セントラル・アーツ製作のテレビドラマ。

## 概要
一攫千金の夢を求めて横浜・馬車道に「M&R探偵社」を構えた竜崎駿介（演∶草刈正雄）と水原淳（演∶藤竜也）のコンビが、警察も手を出せない様々な難事件に挑戦するアクションドラマ。日テレ火曜21時枠では『探偵物語』以来となる私立探偵ものであり、同作と共通するスタッフも多いほか、キャスト陣も主演の藤竜也をはじめ、柴田恭兵や宍戸錠など過去の21時枠と縁の深い面々が顔を揃えている。
本作を最後に火曜21時台の連続ドラマ枠は終了、10月の改編で22時台の「火曜劇場」と枠を統合して「火曜サスペンス劇場」がスタートした。

## 出演
- 竜崎駿介：草刈正雄

28歳。小説家志望の元新聞記者で、サツ回り時代からの旧知だった水原と共に「M&R探偵社」を開業する。事件記者特有の発想と閃きで調査に臨む一方、それが災いして失策を犯すことが多い。飽き性でいかなる物事にも怠惰な態度で接するが、いざという時には熱血漢としての一面も見せる。通称「リュウ」「リュウさん」。劇中では背中に「UNIVERSITY OF TORONTO」と書かれた白いジャンパーとアポロキャップを愛用。
- 水原淳：藤竜也

35歳。神奈川県警の元刑事。通称「水さん」。事務所の家事全般をこなす。酒好きかつ女性経験豊富で、腕節も強い。愛車は銀色のサバンナRX-7。劇中では、背中に「Yokohama Soul City（前期）」、「YOKOHAMA MY SOUL TOWN（後期）」と書かれた黄色のジャンパーを愛用。右足に小型ナイフを忍ばせており、拘束された際には縄を解くほか、武器としても使用している。
- 五島達：柴田恭兵（2話、3話、6話〜8話、14話、17話、19話、20話、22話〜24話は欠場）

竜崎・水原から「カベチョロ」と呼ばれている元怪盗。ピッキングなどのスパイ術に長けており、盗みがメインの回では竜崎・水原から仕事を依頼されることが多い。初期には女性のような口調で喋っていた他、オープニングと同じくディスコで踊る場面がたびたび描かれた。オープンカーを所有している。
- 三枝ユミ：名取裕子（7話、14話、17話は欠場）

M&R探偵事務所下階のフラワーショップを営む。喫茶店も兼ねており、竜崎・水原もよく利用している。
- 橘礼子：小川真由美（特別出演、5話、7話、9話、10話～14話、18話、20話、22話、24話は欠場）

雑誌『スクープジャーナル』編集長で、竜崎・水原のパトロン。毎回彼らに面倒な仕事を二束三文の報酬で押し付けるが、一方で2人の生き方を深く包容する最大の理解者でもある。2人からは「お母さん」と呼ばれている。竜崎を「トロント」と呼ぶ唯一の人物。
- 日高修：水上功治（7話のみ欠場）

通称「オサム」。ユミと共に下階のフラワーショップを切り盛りしながら、時折探偵事務所も手伝う。1話から出演している主要人物だが、4話までは氏名のみのクレジットでOPでの単独カットがなかった。
- 木戸吾郎：小林稔侍（7話、18話、23話は欠場）

神奈川県警みなと第十七分署の刑事（階級は不明）。菊島の部下で、以前は港南署に所属していた。普段はベレー帽を着用。
- 菊島雄三：宍戸錠（7話、18話は欠場）

神奈川県警みなと第十七分署の警部で木戸の上司。水原とは現職時代からの腐れ縁。普段は竜崎・水原を厄介者扱いしているが、利害が一致した際には非公式に協力を求めることもあり、彼らのプライベートパーティーには快く顔を出すなど良き友人としての面も持つ。木戸を港南署から招聘した。劇中では「お父さん」「マックロードのおっさん」と呼ばれている。普段はテンガロンハットを着用し、ガンスピンを得意とする。
- 榎本五郎∶榎木兵衛 / 榎本三郎∶庄司三郎（共に1話、6話、7話、9話、10話、13話、15話～20話、22話は欠場）

ゲイボーイの兄弟で竜崎と水原の情報屋。

## ゲスト出演者
| No. | サブタイトル                    | 出演者 |
| --- | ------------------------------- | --- |
| 1   | 危険な二人                      | 佐藤慶／片桐竜次／竹田寿郎、橘雪子／真木仁、伊藤厚志)／河原崎次郎 |
| 2   | 二重誘拐                        | 梅津栄／榎木兵衛、庄司三郎／高品正広、倉富勝士、飯田浩幾／白貝真理子、姫るり子)／粟津號、晴乃ピーチク |
| 3   | 逃亡遊戯                        | 水原ゆう紀／江角英、庄司三郎、榎木兵衛／鶴岡修、明日香和泉、清水宏／市村博、重松収、佐藤了一、中平哲仟／田辺清輝、山中直人、佐藤友弘、由利勝郎／松山薫、伊藤公子、西沢正代、島桂子、梓葉子)／大前均                                                      |
| 4   | ワニを連れた女                  | 内田良平／榎木兵衛、庄司三郎／阿波地大輔、檀喧太／兼松隆、湯浅洋行、福永喜一／秋川リサ |
| 5   | サタデー・ナイト・スペシャル    | 藤木敬士／榎木兵衛、庄司三郎／江見俊太郎、八名信夫／深見博、スーパー・リキ、滝川昌良、水木京一／工藤啓子、高橋美千子、山本朱美、森岡優子／田辺清輝、由利勝郎、佐藤友広、熊本敏雄、東郷秀彦／ナンシー                                                     |
| 6   | 俺の愛した赤い靴                | 森下愛子／北村総一朗、遠藤征慈／水原ゆう紀／谷口芳昭、吉宮慎一、湯川勉／橋本春彦、君塚潔、千葉清次郎、勝田武／根上淳 |
| 7   | 悪魔のソナタ                    | 緑魔子／綿引洪／土方弘、吉川遊土／高橋明、山本庄助、奥村公延／桑原一人、花熊亀男、小林麻衣子／井上昭文／村地弘美 |
| 8   | 夜を探せ                        | 田口久美／榎木兵衛、庄司三郎／吉岡ひとみ、青山恭子／前田曠人、岡本隆、矢車武／ジョニー大倉 |
| 9   | 怪盗vs探偵                      | 鹿島とも子／天本英世、富田浩史／椎谷建治、吉原正皓／流健二郎、岡田正典、竹田寿郎／入江正徳、ローリー／草薙幸二郎 |
| 10  | 手錠のままの追跡                | 亜湖／益富信孝、堀礼文／石山雄大、長島隆一／櫛田純男、小竹林義一、鈴木秋夫／真木仁、矢車武、小田島隆／鹿島信哉、松浦企画、劇団首領／小宮健吾 |
| 11  | 泥棒紳士                        | 久保菜穂子／榎木兵衛、庄司三郎／寺島達夫、金井美稚子、団巌／溝口拳、佐藤了一、広田正光、橘雪子／松山薫、金田浪子、新野加代子、小田島隆／滝川龍之介、東龍司、戸田信太郎、松坂仁司、吉江芳成／北原義郎                                                     |
| 12  | 黒い薔薇は死の匂い              | 沢たまき／榎木兵衛、庄司三郎／佐藤蛾次郎／林邦史朗、森大河／藤枝亜弥、永田エミ、茜ゆう子、森みどり／山本一人、山乃興子、武田知可子、佐喜本杉、内山清次／志賀勝                                                                                           |
| 13  | 北北西に向かって走れ            | 内田朝雄／堀川まゆみ／丹古母鬼馬二、加藤大樹、池田まさる／長尾美雪、畑中猛、吉宮愼一、檀喧太／前田哲朗、赤羽明、速水隆、トニー・マートブー(声：渡部猛)、井原啓介／村川めぐみ、川瀬小夜子、桜井恵美子、佐々木由起恵、近江信行／今井健二                   |
| 14  | 殺しは別れの挨拶                | 岡本ひろみ／榎木兵衛、庄司三郎／浜田晃、阿藤海／藤方佐和子、重松収、清水宏／谷口芳昭、飯田浩幾、星景太、飯島大介／福原圭一、柿沼大介、木下浩之、龍駿介／片桐竜次                                                                                         |
| 15  | 狙われた罠                      | ジョー山中／無双大介、笠野賢治／倉富晴士、櫛田純男／小田島隆、千葉清次郎、矢車武／鹿沼えり |
| 16  | 悪い女                          | 辺見マリ／風間杜夫／団巌、金子正次、鶴岡修／大江徹、明石勤、スーパー・リキ、夕見真由子、竹下江里子／金尾哲夫、藤木聖子、金子勝美、麻ミナ、山田博行／湯浅洋行、奈良光一、渥美博、宇野沢友美、岡本理恵子／佐藤慶                                           |
| 17  | 南に消えた男                    | 中島ゆたか／友金敏雄、岡田正典／大前田武、打出新五、望月太郎／佐喜本杉、浅井忠男、松永守功／若駒、クロキ・プロ、スリー・チェイス(カースタント)、國井正廣(擬斗)／殿山泰司                                                                                 |
| 18  | 夕陽に赤い帆                    | 横山エミー／藤山浩二、宝井宏治／塩屋智章、国井正廣、小室正章／伊達政春、中尾恕、湯浅洋行／車邦秀、渥美博、小田島隆、真木仁／竜崎勝 |
| 19  | 標的は誰だ?                     | 泉じゅん／江角英／沢田情児、河西健司／ボブ藤原、渥美博／小田島隆、矢車武、車邦秀／高野真二 |
| 20  | ローマで起こった 不思議な出来事 | 田島令子／鹿内孝／木島一郎、檀喧太／広田正光、側見民雄、永谷悟一／掘越ひろ子、アドリアーノ・ベルトロッティ、ポール・アボット／川地民夫 |
| 21  | 殺人志願                        | 原良子／榎木兵衛、庄司三郎／黒部進、椎谷健治／北村大造、倉吉朝子、斉藤豊治／佐藤了一、青木勇次、上田達也、賀川修嗣／海江田みどり、水野恵、遠藤久恵、笠井みえ、田中ちさと／矢崎滋                                                                         |
| 22  | 闇からの狙撃                    | 夏樹レナ／加藤大樹／八代康二、中林義明／竹内のぶし、湯川勉／忍田玲子、ニッキー／隅田進、近藤みゆき／堀田真三 |
| 23  | 旅芸人の唄                      | 畑中葉子／榎木兵衛、庄司三郎／清家栄一、高橋明、片岡五郎／橘雪子、工藤啓子、西沢正代、平野真理、成田裕介／水木京一、岡田正典、竹田寿郎、河野存臣、矢車武、増田昭広／坂東太丸(有喜座)、橘伝次郎(有喜座)、岩井高志郎、(有喜座)、葵たかし(有喜座)／吉行和子 |
| 24  | ロンリー・ハート                | 大滝裕子／榎木兵衛、庄司三郎／嵯峨善兵／山西道広、野上正義、汐路章／飯田浩幾、東山美木、鈴木和夫／東邦秀、山中直人、松坂仁司、田辺清輝／垂水悟郎 |
| 25  | ロング・グッドバイ              | 竹田かほり／榎木兵衛、庄司三郎／遠藤征慈、久藤利三／河合絃司、氷室浩二／重松収、矢車武、能本敏雄／早川雄三／石橋蓮司 |

## 放送リスト
| No. | 放送日        | サブタイトル                   | 脚本       | 監督       |
| --- | ------------- | ------------------------------ | ---------- | ---------- |
| 1   | 1981年 4月7日 | 危険な二人                     | 峯尾基三   | 村川透     |
| 2   | 4月14日       | 二重誘拐                       | 柏原寛司   | 長谷部安春 |
| 3   | 4月21日       | 逃亡遊戯                       | 柏原寛司   | 村川透     |
| 4   | 4月28日       | ワニを連れた女                 | 高田純     | 長谷部安春 |
| 5   | 5月5日        | サタデー・ナイト・スペシャル   | 柏原寛司   | 小澤啓一   |
| 6   | 5月12日       | 俺の愛した赤い靴               | 那須真知子 | 小澤啓一   |
| 7   | 5月19日       | 悪魔のソナタ                   | 宮田雪     | 澤田幸弘   |
| 8   | 5月26日       | 夜を探せ                       | 峯尾基三   | 澤田幸弘   |
| 9   | 6月2日        | 怪盗vs探偵                     | 宮田雪     | 西村潔     |
| 10  | 6月9日        | 手錠のままの追跡               | 峯尾基三   | 西村潔     |
| 11  | 6月16日       | 泥棒紳士                       | 宮田雪     | 長谷部安春 |
| 12  | 6月23日       | 黒い薔薇は死の匂い             | 丸山昇一   | 長谷部安春 |
| 13  | 6月30日       | 北北西に向かって走れ           | 長坂秀佳   | 小池要之助 |
| 14  | 7月7日        | 殺しは別れの挨拶               | 柏原寛司   | 小池要之助 |
| 15  | 7月14日       | 狙われた罠                     | 峯尾基三   | 崔洋一     |
| 16  | 7月21日       | 悪い女                         | 那須真知子 | 崔洋一     |
| 17  | 7月28日       | 南に消えた男                   | 柏原寛司   | 西村潔     |
| 18  | 8月4日        | 夕陽に赤い帆                   | 宮田雪     | 西村潔     |
| 19  | 8月11日       | 標的は誰だ?                    | 宮田雪     | 澤田幸弘   |
| 20  | 8月18日       | ローマで起こった不思議な出来事 | 高階航     | 澤田幸弘   |
| 21  | 8月25日       | 殺人志願                       | 大和屋竺   | 長谷部安春 |
| 22  | 9月1日        | 闇からの狙撃                   | 蘇武道夫   | 長谷部安春 |
| 23  | 9月8日        | 旅芸人の唄                     | 高橋正康   | 飛河三義   |
| 24  | 9月15日       | ロンリー・ハート               | 金子成人   | 飛河三義   |
| 25  | 9月22日       | ロング・グッドバイ             | 峯尾基三   | 崔洋一     |

## スタッフ
- 企画 - 黒澤満、加藤教夫（日本テレビ）
- プロデューサー - 紫垣達郎、伊地智啓、山口剛（日本テレビ）
- 音楽 - クリエーション
- 主題曲 - ロンリー・ハート
- エキストラ - クロキ・プロ、国際プロ（9話）
- スタント - 若駒
- カースタント - スリー・チェイス
- 擬斗 - 國井正廣、林邦史朗（12話のみ）
- 手品指導（8話）、カード指導（9話） - 西村幸夫
- 撮影 - 安藤庄平、山崎善弘、野田悌男、前田米造
- 照明 - 加藤松作、矢部一男、川島晴雄
- 録音 - 中野俊夫、木村瑛二
- 美術 - 菊川芳江、後藤修孝
- 編集 - 川島章正、山田真司
- 助監督 - 飛河三義、崔洋一、鈴木潤一、住森正徳、成田裕介、伊藤秀裕、瀬川正仁、藤澤龍一
- 色彩計測 - 野田悌男、福沢正典
- 記録 - 桑原みどり、森永恭子
- 番組宣伝 - 山口晋
- 音楽監督 - 鈴木清司
- 整音 - 建部日出夫
- 効果 - 東洋音響
- 製作担当 - 服部紹男、香西靖仁
- 衣裳 - 第一衣裳
- 美粧 - 山田屋
- 装飾 - 高津装飾
- 録音 - にっかつスタジオセンター
- 現像 - 東映化学
- 撮影協力 - にっかつ撮影所
- 制作 - セントラル・アーツ

### その他
1978年に同枠で放送された『大追跡』を念頭に置いた作品であり、水原淳のキャラクター設定は『大追跡』で同じく藤が演じた刑事・水原慎介の設定を継承している。当初は『大追跡』との関連から、草刈が演ずる竜崎駿介役は沖雅也もしくは柴田恭兵で考えられていたが、両者とも多忙で半年間のスケジュールを空けることができず、草刈に決定した。

## ビデオソフト
- 2005年2月21日に全話収録のDVD-BOXが東映ビデオより発売。
- 2014年8月8日より、毎月2巻ずつ単品DVDが再発売された。全6巻。
- 2017年12月6日、セントラル・アーツ起動40周年を記念して「プロハンターDVD Collection」が東映ビデオより発売。

## ネット配信
- Huluにて全話配信。
- YouTube「東映シアターオンライン」で、2022年12月1日から「据置枠」で第1・2話が常時無料配信されている。また2024年からは、第3話以降も毎週1話ずつ配信されている。